# Tổng công ty Bưu điện Việt Nam
Tổng công ty Bưu điện Việt Nam (tên cũ: Tổng công ty Bưu chính Việt Nam; viết tắt: VNPost) là một công ty dịch vụ bưu chính thuộc sở hữu của Bộ Thông tin và Truyền thông. Công ty được thành lập vào ngày 15 tháng 6 năm 2007. Hiện nay, VNPost có tổng cộng 68 đơn vị hoạch toán phụ thuộc với 63 bưu điện tại các tỉnh, thành phố cùng Công ty Phát hành báo chí Trung ương, Công ty Datapost, Công ty Vận chuyển và Kho vận, Trung tâm Đào tạo và Công ty Tem Bưu chính.

## Lịch sử
Trên cơ sở thí điểm hình thành Tập đoàn Bưu chính Viễn thông Việt Nam (VNPT) do Thủ tướng Chính phủ Nguyễn Tấn Dũng phê duyệt tại Quyết định số 58/2005/QĐ-TTg ngày 23 tháng 3 năm 2005, thì vào ngày 1 tháng 6 năm 2007, Nguyễn Tấn Dũng đã tiếp tục ký phê duyệt đề án thành lập Tổng công ty Bưu chính Việt Nam với tên quốc tế là Vietnam Post và viết tắt là VNPost. Trụ sở chính của Tổng công ty được đặt tại Hà Nội, Việt Nam. Theo quyết định, Tổng công ty Bưu chính Việt Nam là Tổng công ty nhà nước, do Nhà nước thành lập và hoạt động chuyên về lĩnh vực Bưu chính, hạch toán kinh tế độc lập và được Nhà nước giao vốn thông qua Tập đoàn, Hội đồng thành viên Tập đoàn VNPT là đại diện chủ sở hữu Nhà nước tại Tổng công ty và là Hội đồng thành viên của Tổng công ty. Đến ngày 15 tháng 6 năm 2007, Bộ Bưu chính Viễn Thông (nay là Bộ Thông tin và Truyền thông) đã ban hành quyết định Quyết định số 16/2007/QĐ-TCCB-BBCVT chính thức thành lập Tổng công ty Bưu chính Việt Nam.
Ngày 16 tháng 11 năm 2012, Thủ tướng Chính phủ đã ban hành Quyết định số 1746/QĐ-TTg thông qua việc chuyển quyền đại diện chủ sở hữu nhà tại tại Tổng công ty Bưu chính Việt Nam từ Tập đoàn Bưu chính Viễn thông Việt Nam sang Bộ Thông tin và Truyền thông. Ngay sau đó, vào ngày 28 tháng 12 năm 2012, Bộ Thông tin và Truyền thông đã ra Quyết định số 2596/QĐ-BTTTT đổi tên Tổng công ty Bưu chính Việt Nam thành Tổng công ty Bưu điện Việt Nam. Vào ngày 6 tháng 1 năm 2015, Bộ Thông tin và Truyền thông đã ra Quyết định số 09/QĐ-BTTTT tổ chức lại Công ty mẹ Tổng công ty Bưu điện Việt Nam theo mô hình tổ chức quản lý của Tổng công ty gồm Hội đồng thành viên và Ban Tổng giám đốc theo Nghị định số 69/2014/NĐ-CP của Chính phủ.
Hiện nay, Tổng công ty Bưu điện Việt Nam là thành viên của Liên minh Bưu chính Quốc tế, và là đối tác của Prudential plc, Pacific Airlines, Air Mekong, Western Union, Ngân hàng Quân đội...